# A Yank at Oxford
A Yank at Oxford (BR: Um Ianque em Oxford) é um filme britânico de 1938, do gênero drama / comédia romântica, dirigido por Jack Conway.

## Elenco principal
- Robert Taylor .... Lee Sheridan
- Lionel Barrymore .... Dan Sheridan
- Maureen O'Sullivan .... Molly Beaumont
- Vivien Leigh .... Mrs. Elsa Craddock
- Edmund Gwenn .... Reitor do Cardinal College
- Claude Gillingwater .... Banqueiro Ben Dalton
- Tully Marshall .... Stephen Cephas
- Robert Coote .... Mr. Marmaduke Wavertree
- Peter Croft .... Mr. Ramsey
- Noel Howlett .... Tom Craddock
- Edmund Breon .... Capitão Wavertree
- Griffith Jones .... Paul Beaumont

## Sinopse
Lee Sheridan, um jovem atleta americano, consegue uma bolsa de estudos para a Universidade de Oxford e viaja para a Inglaterra. Lá, ele decide estudar história inglesa. Na Universidade, ele tem dificuldades em se adaptar às tradições locais. 
Ao conhecer Molly Beaumont, discute com ela mas termina beijando-a abruptamente. Depois, ao sair de bicicleta, atropela o reitor. Na loja de bicicletas, ele conhece Elsa Craddock, mulher de um senhor de mais idade. Ela lhe empresta sua bicicleta. Ao devolver a bicicleta, Lee convida Molly para jantar.
Lee encontra Paul Beaumont, irmão de Molly e seu maior rival, num Bar com Elsa e os dois terminam brigando. Paul é apanhado e punido pelo reitor. Paul continua a sair com Elsa e, quando o marido dela a procura no quarto de Paul, Lee diz que tem estado com ela. Lee é punido pelo reitor e Molly não quer mais vê-lo. 
Dan Sheridan, pai de Lee, chega à Oxford e, ao saber da situação do filho, aconselha-o a escrever uma carta à Molly. Esta acredita que Lee deve estar protegendo alguém. Dan procura Elsa, compra um livro e lhe pede para ajudar Lee. Elsa procura o reitor e esclarece a situação.
Paul procura Lee para cumprimentá-lo e os dois terminam sendo os responsáveis pela grande vitória de Oxford sobre Cambridge quando da realização da famosa regata anual entre as duas Universidades.